# Geraldine Moodie
Geraldine Moodie (Toronto, 31 ottobre 1854 – Calgary, 4 ottobre 1945) è stata una fotografa canadese, una delle prime fotografe professioniste del suo paese, nota per le sue foto delle popolazioni indigene del Canada settentrionale.

## Biografia
Geraldine Fitzgibbon nacque a Toronto, Ontario (all'epoca Canada occidentale) il 31 ottobre 1854, secondogenita dei sei figli dell'avvocato Charles Fitzgibbon e dell'illustratrice Agnes Dunbar Moodie. Il nonno paterno, il colonnello James Fitzgibbon, era stato un eroe della guerra del 1812; la nonna materna, Susanna Moodie, appartenente all'illustre famiglia inglese degli Strickland, divenne famosa per il resoconto della sua vita da pioniera, Roughing it in the Bush, pubblicato nel 1852.
Dopo la morte prematura del padre nel 1865, Geraldine e la sua famiglia si trasferirono a vivere con la nonna materna e la sorella di lei, la naturalista e scrittrice Catharine Parr Traill, autrice di oltre venti libri prevalentemente di interesse botanico. La madre di Geraldine supportò la sorella nella pubblicazione di un famoso libro sui fiori selvatici canadesi, Canadian Wild Flowers, illustrandolo con propri disegni, assistita dalla stessa Geraldine, allora tredicenne.
Nel 1870, a seguito del secondo matrimonio della madre con il colonnello Brown Chamberlin, Geraldine si trasferì con la famiglia a Ottawa, dove completò la sua istruzione.
Nel 1877 intraprese con la prozia un viaggio in Inghilterra e l'anno seguente, durante questo soggiorno, incontrò e sposò John Douglas (noto come JD) Moodie, un lontano cugino di Londra, con il quale andò a vivere a Lewisham, nel Kent, dove nacque il primo dei sei futuri figli.
Alla morte della suocera nel settembre del 1879, Geraldine, il marito e padre di questi si trasferirono in Canada. Stabilitisi a Manitoba, i Moodie gestirono per breve tempo una fattoria; Geraldine riprese a dedicarsi alla pittura di acquerelli a tema floreale, e i suoi dipinti vennero esposti con quelli della madre in una mostra a Londra nel 1886. Dopo il 1884, non riuscendo a mantenersi con l'attività dei campi, Geraldine e la famiglia si spostarono ad Ottawa.
Nel 1885 John Douglas Moodie ricevette un incarico di ispettore delle forze di polizia a cavallo del Nord Ovest. La vita della coppia cambiò completamente: per oltre trent'anni condusse una vita itinerante, con frequenti spostamenti tra il Canada occidentale e la Baia di Hudson nell'Artico orientale.
Nel 1886 i Moodie si stabilirono per qualche mese a Calgary, l'anno seguente a Medicine Hat. Il ritorno a Battleford nel 1891 segnò una nuova fase della vita di Geraldine. Anche se già in precedenza aveva utilizzato la macchina fotografica, fu in questo periodo che si dedicò seriamente alla fotografia. Nell'aprile 1895 il Saskatchewan Herald annunciò che si sarebbe svolta una mostra di fotografie di "Mrs Moodie" vicino alla Chiesa presbiteriana, e tre mesi più tardi Geraldine aprì il suo studio fotografico, prima donna a farlo nelle praterie canadesi, offrendo i suoi servizi a pagamento due volte alla settimana.
I soggetti delle sue fotografie, oltre ai ritratti realizzati su commissione, comprendevano la flora autoctona, i panorami dei dintorni, l'attività della polizia a cavallo, la vita delle comunità native. Il suo lavoro mise insieme tre aspetti significativi dello sviluppo nazionale del Canada di quel periodo: la fotografia, la scienza botanica e l'espansione geopolitica.

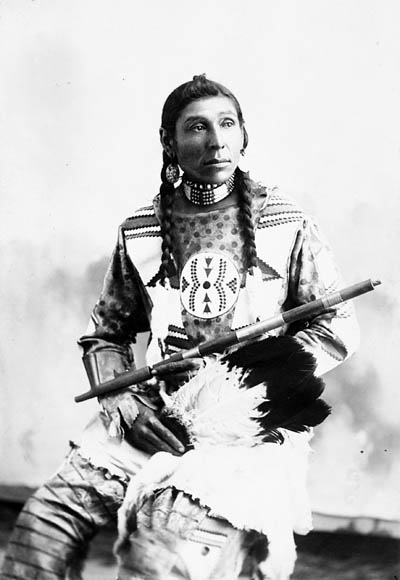
Pîhtokahanapiwiyin, 1896

Nel giugno di quell'anno fotografò la danza del sole degli indiani Cree durante le loro cerimonie, esprimendo una sensibilità non comune per quei tempi, specialmente nel caso di soggetti femminili o di bambini. La consapevolezza dell'importanza storica di queste foto da parte dell'autrice è testimoniata dalla sua decisione di proteggerle con il copyright e di apporre su ognuna di esse il suo nome e quello del suo studio.
Nel settembre 1895 Geraldine Moodie ricevette dal Primo Ministro Mackenzie Bowell, in viaggio con il suo entourage per verificare lo stato degli insediamenti nelle regioni tra Edmonton, Battleford e Prince Albert, l'incarico di fotografare alcuni dei principali siti storici da lui recentemente visitati. In un periodo in cui il Canada occidentale stava attraversando dei grandi cambiamenti, le fotografie realizzate da Moodie, testimonianza di una società che stava rapidamente scomparendo, assunsero nel tempo l'importanza di documenti storici.
Nel 1897 Moodie aprì due altri studi fotografici, uno a Maple Creek, l'altro a Medicine Hat.
Nel 1903 il marito venne promosso sovrintendente della polizia a cavallo del nord-ovest, con il compito di stabilire l'autorità canadese sulla costa e sulle isole della baia di Hudson e dell'arcipelago artico canadese attraverso l'istituzione della polizia nella regione. Dal 1903 al 1909 i Moodie vissero nel territorio più settentrionale e più vasto del Canada, dal 1999 denominato Nunavut, patria del popolo Inuit. Furono la prima coppia sposata a stabilirsi nell'Artico canadese in rappresentanza del governo.
Durante questo periodo Geraldine aprì uno studio fotografico nel distaccamento della polizia nel porto di Fullerton, sulla costa nord della Baia di Hudson, fotografando la comunità locale Inuit. Anche il marito cominciò a realizzare fotografie, con lo scopo di documentare le attività della polizia nell'Artico. Geraldine lo seguì nei suoi spostamenti nell'area della Baia di Hudson, nella regione di Kivalliq (Nunavut), dove aveva l'incarico di supervisionare i distaccamenti. Nel 1906 lo accompagnò e si stabilì con lui per tre anni a Fort Churchill, Manitoba, dove venne creato un altro avamposto di polizia. Nei suoi scritti, menzionò la necessità di modificare le sue tecniche a causa del riverbero della neve e delle condizioni meteorologiche avverse.
Tra il 1910 e 1911 scattò fotografie più a sud, nella città di Regina. Nel 1912 i Moodie si stabilirono a Dawson, nello Yukon, dove rimasero per tre anni. Nel 1917 John Douglas Moodie terminò il suo incarico, probabilmente per motivi di salute, e con esso pose fine alle attività che la coppia aveva condotto per oltre trent'anni. Stabilitisi nel loro ranch presso Cypress Hills, dove JD Moddle assunse l'incarico di giudice di pace e Geraldine continuò a dilettarsi nella fotografia della flora locale, i Moodie si spostarono in seguito a Maple Creek e nel 1936 nella Columbia Britannica.
Geraldine Moodie morì nel 1945 all'età di 90 anni. Fu sepolta nel cimitero di Burnsland a Calgary.

## Geraldine Moodie e la fotografia coloniale
(Lorris Elijah Borden, The Lost Expedition, Being the Diary of L. E. Borden [...], 1903-4. Ottawa, Public Archives of Canada, p. 38)

Baia di Hudson

Nei primi anni del XX secolo il governo canadese promosse una serie di spedizioni nelle regioni settentrionali e artiche, utilizzando marinai, polizia a cavallo (la Royal Canadian Mounted Police), fotografi professionisti, per documentare la realtà dei territori e dei loro abitanti e per produrre prove visive del controllo su queste terre da parte dell'autorità statuale. Fra le persone coinvolte vi furono JD Moodie, funzionario coloniale del governo, e - anche se con compiti non ufficiali - la moglie Geraldine.
Gli studi su questa fotografa pioniera, inizialmente rivolti a riportarne in luce l'esistenza e l'opera, hanno posto in seguito l'attenzione sul ruolo svolto, da lei e più in generale dalla fotografia, nel più ampio progetto statale e geopolitico, allora in corso, di colonizzazione dei territori del Canada settentrionale. In un periodo di grande interesse per le frontiere occidentali, le foto di Moodie vennero pubblicate da giornali e riviste del Canada orientale e ricevettero diffusione anche all'estero, supportando l'intento governativo di attrarre nuovi immigrati, disposti a stabilirsi in quei territori.
La studiosa canadese Maura Hanrahan, servendosi di un approccio femminista e "indigeno", si è interrogata sul ruolo di "donna coloniale occidentale" svolto da Geraldine Moodie nella sua duplice posizione di fotografa professionista e di moglie di un funzionario del governo impegnato a stabilire l'autorità delle leggi canadesi sulle popolazioni native delle regioni settentrionali, e di come, attraverso le sue immagini, abbia plasmato la storia della "scoperta" dell'Artico nella narrativa coloniale dell'inizio del secolo XX.

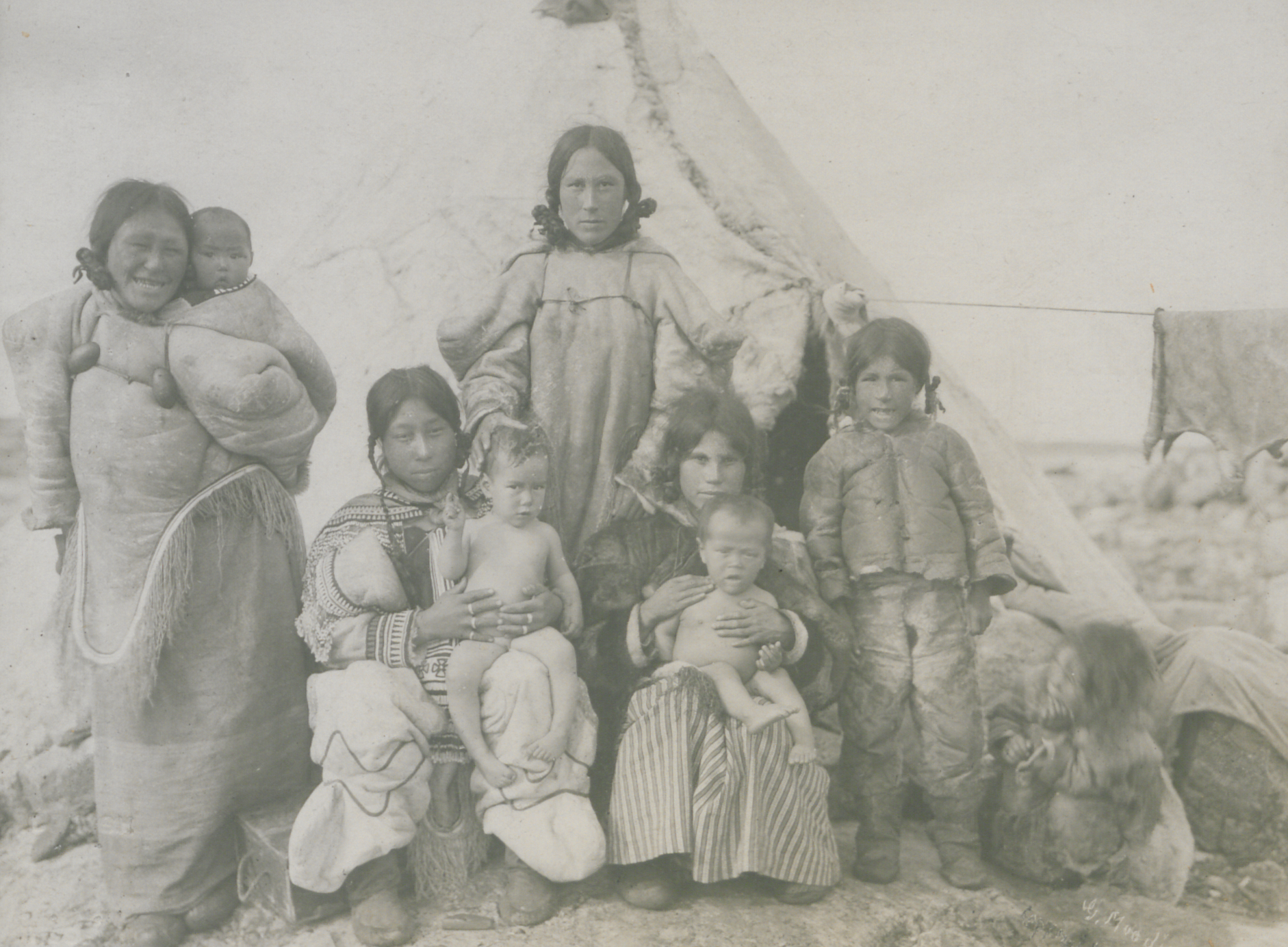
Gruppo di donne e bambini inuit, 1906

Secondo Hanrahan, Geraldine Moodie avrebbe usato un "ponte domestico" verso le donne inuit, enfatizzando le loro attività femminili, come la produzione di vestiti, comune a Moodie e alle donne indigene del nord, contribuendo in questo modo ad integrare il "lavoro di avanzamento della sovranità degli uomini coloniali" su una società, quella inuit, fino a prima dotata di propri valori e di un proprio sistema giuridico.
Basandosi su numerosi studi e teorie postcoloniali, Hanrahan ha sostenuto che i concetti di "scoperta" e di esplorazione dell'Artico e di altre regioni del mondo - utilizzati dagli europei e dai nordamericani di origine europea per "reclamare" per il proprio paese terre non viste e/o raggiunte in precedenza da altri - sono connotati dal punto di vista del genere, essendo riconducibili ad una sfera di attività ritenuta di dominio maschile, fondata sull'esaltazione delle abilità di coraggio, eroismo e resistenza.
La presenza femminile, qualora prevista - come fu ad esempio il caso della moglie dell'esploratore Robert Peary - sarebbe servita da supporto, attraverso lo svolgimento di compiti domestici, all'impegno degli uomini esploratori, fornendo una connotazione femminizzata e civilizzante allo spazio mascolinizzato. Geraldine Moodie avrebbe contribuito a definire "il ruolo delle donne come colonizzatrici" e, oltre ad assolvere questa funzione, attraverso le sue foto, avrebbe "scoperto" le donne Inuit, fino ad allora in gran parte nascoste agli europei e ai nordamericani, rendendole "oggetti curiosi da guardare", adornate e senza nome.
1903-1909, Fort Fullerton. Immagini dai siti web del British Museum e del Library and Archives Canada
- Koo-tuck-tuck, Cape Fullerton, 1903-1905
- She-nuck-shoo, Cape Fullerton, 1903-1905
- Koo-tuck-tuck con il figlio,, Cape Fullerton, 1903-1905
- Three Inuit women, Tu-uck-lucklock, Neveshenuck and Towtook, Cape Fullerton, 1903-1905
- Native women in gala dress (Donne indigene in abito di gala), Cape Fullerton, 1904

Philip J. Harfield si è particolarmente soffermato sullo stile fotografico di Geraldine Moodie, indagando sui diversi modi e scopi con cui i fotografi, tra la fine del XIX e i primi decenni del XX secolo, si sono avvicinati alle comunità indigene e sulle diverse rappresentazioni che hanno offerto di queste comunità e dei loro membri ai destinatari delle foto. A differenza delle immagini di stile coloniale prodotte da J.D. Moodie e da Albert Low, vicine per certi versi a quelle delle spedizioni antropologiche intraprese tra la fine dell'Ottocento e i primi del Novecento, Hartfield ha rilevato una corrispondenza tra le fotografie di Geraldine Moodie e il genere della ritrattistica intima e della fotografia artistica, sperimentato dai fotografi professionisti che l'hanno preceduta.
A suo parere, la fotografia più rappresentativa in tal senso, in assoluto la più famosa di Geraldine Moodie, sarebbe il ritratto di Kootucktuck, la figlia sordomuta di un capo locale, ripresa in piedi, vestita in abiti tradizionali riccamente ricamati e con i capelli sciolti, mentre sposta con una mano una tenda che si vede negli studi fotografici, un atto ricco di sensualità. Per lo stile e la particolare attenzione riservata alle luci e all'allestimento della scena che ne hanno definito la resa, secondo Harfield, questa immagine è da ritenersi un "oggetto d'arte" più che la documentazione di una "scoperta" etnografica: i destinatari delle foto di Moodie, realizzate con cura nel suo studio, erano infatti "quelli interessati all'acquisto di ritratti e cartoline, piuttosto che i lettori di rapporti ufficiali". Inoltre, sia il ritratto di Kootucktuck che di altri inuit, come quello di She-nuck-shoo, un famoso cacciatore di balene della zona di Fullerton, secondo Harfield, anche se in parte riflettono gli stereotipi della rappresentazione "esotica" della popolazione indigena, comune ad altri fotografi occidentali, trasmetterebbero un'immagine di personalità forti, dotate di tratti distintivi e di una propria cultura, capaci di far fronte ad una natura arida e ostile, non corrispondente all'idea di una comunità in balia dell'indigenza e bisognosa di aiuto, spesso utilizzata per giustificare un intervento di "tutela" esterno. A differenza di altri fotografi, infine, Moodie avrebbe stabilito interazioni con i soggetti delle sue immagini, facilitata dall'intimità dello spazio in cui realizzò la maggior parte delle sue foto - lo studio e non ambienti aperti - dalla sua posizione di moglie del capo della polizia locale, cui si doveva un certo tipo di riguardo e di rispetto, e dal suo essere donna.
Sull'importanza rappresentata dall'appartenenza al genere femminile come elemento significativo della visione umana ed artistica di Geraldine Moodie, che pur rappresentando, con il marito, un'ideologia coloniale ed egemonica, esprimerebbe una più benevola vicinanza con il popolo indigeno, scrive anche la studiosa Susan Close. Esaminando la produzione negli anni 1903-1909, Close focalizza l'attenzione sulla relazione tra sé e l'altro espressa da Moodie, una donna bianca eurocanadese, nei confronti degli Inuit, un gruppo colonizzato di popolazioni indigene. Il "romanticismo familiare" espresso in molti dei ritratti di bambini inuit con le loro madri, secondo Close, contribuirebbe a spostare lo sguardo e il significato delle immagini dalla rappresentazione etnografica oggettivante, concentrata sulle caratteristiche fisiche e sui costumi di questa popolazione al fine di enfatizzarne gli elementi di differenza con la cultura euroamericana, ad un piano relazionale, più intimo e universale, in cui il contesto e il dato temporale tendono a perdere la loro importanza. "La maternità, un universale a cui entrambi possono relazionarsi, viene utilizzata da Moodie come veicolo di convergenza culturale".
Nei ritratti di gruppo, tuttavia, come nella foto delle tre donne inuit Native Women in Gala Dress (1904), realizzati a Fullerton Bay, Close rileva come prevalga da parte di Moodie l'attitudine a realizzare fotografie documentarie, nelle quali i soggetti vengono disposti come manichini privi di personalità, imbalsamati nel loro abbigliamento tradizionale, trasformati in "icone culturali"; la scena si presenta allora come un "teatro etnografico" e la fotografia un "agente attivo per la costruzione del colonialismo".
La compresenza dello stile e dell'approccio documentaristico con quello pittorialista, la mescolanza di motivazioni etnografiche ed estetiche, sarebbe secondo Close il tratto che contraddistingue maggiormente la produzione fotografica di Moodie sugli inuit, un tratto che la distinguerebbe dai suoi colleghi maschi contemporanei, definiti "shadow catchers", che fotografarono i popoli nativi, come il fotografo statunitense Edward Sheriff Curtis, il fotografo e geologo Albert Peter Low, capo della spedizione governativa del 1903-1904 alla Baia di Hudson, e lo stesso marito di Geraldine, JD Moodie.

## Riconoscimenti
L'opera di Geraldine Moodie è stata riportata alla luce negli settanta del Novecento, quando Donald White, direttore del Medicine Hat Museum and Art Gallery della regione di Alberta, scoprì alcune delle sue foto e dopo un lavoro di circa due decenni raccolse e catalogò la produzione della pioniera fotografa canadese.
I suoi lavori fanno ora parte delle collezioni di diversi musei e istituzioni, fra cui il British Museum, il National Archive of Canada di Ottawa, il Glenbow Museum di Alberta, il Medicine Hat Museums di Alberta, il Royal Canadian Mounted Police Heritage Center di Regina, Saskatchewan, il Maple Creek Museum nel Saskatchewan, gli Archivi della polizia a cavallo canadese di Ottawa; le sue immagini sono ritenute le prime testimonianze fotografiche della vita delle popolazioni indigene dei Territori del Nordovest.
Le fotografie di Geraldine Moodie hanno fatto parte di una mostra, See North of Ordinary, The Arctic Photographs of Geraldine and Douglas Moodie, svoltasi nel 2017 al Glenbow Museum.
Un francobollo raffigurante la fotografia di Moodie, Koo-tuck-tuck, è stato emesso il 22 marzo 2013 dal Canada Post come parte della serie Canadian Photography.